# 魔術學姐
《魔術學姐》，是日本漫畫家的漫画作品。自2016年2月29日於《週刊Young Magazine》開始連載。
本作於《週刊Young Magazine》2015年9/10號進行單篇連載（以名義）後，於翌年的2016年13號正式開始連載。自2017年43號起因作者身體抱恙宣佈改為隔週連載，自同年48號（2017年10月30日）起至2018年36/37號期間長期休載，2018年31號（2018年8月20日）連載重開。於2018年11月（49號）宣佈製作電視動畫。
本作為作者的出道作品，是一部以魔術為主題的短劇搞笑漫畫。漫畫結構採用1頁漫畫形式，每話由數個小故事構成。

## 故事簡介
進入高中後因學校要求而正在考慮加入哪個社團的學生男子偶然踏進了正面臨著廢部危機的魔術社，遭遇到魔術社唯一的部員、可愛卻又非常怯場冒失的學姐，並被強行收為魔術表演的助手。

## 登場人物
魔術學姐（／），聲：本渡楓
本作主人公，本名不詳，魔術社社長，3年級生。非常喜歡魔術，對魔術手法也頗為了解，但是身體卻非常笨拙，加上有強烈的演出焦慮症狀，身為魔術師的技術顯得拙劣。對魔術擁有難以置信的熱誠，雖然經歷多次失敗卻無阻對魔術的追求。
披著及肩白色秀髮的美女，個性天真且單純，行動力極強，有想法就會馬上付諸實行的類型，因此常顯得行事不經大腦。行事上我行我素，為了魔術會強迫其他人接受過份的要求，大部份時間的受害者都是助手，包括強索1000日圓或是強迫其作魔術表演等。外表非常漂亮成熟，身材姣好卻缺乏身為女性的自覺，沒有保護私密部位的意識，也不介意內衣被助手看見等等的事情。一般對兩性關係毫不在意，但是在誤會助手（對絨毛玩偶）的愛後還是會選擇魔術。總是為寵物和玩具等起神秘而古怪的名字，例如為表演用的鴿子起名Bahamut，絨毛玩偶則起名Behemoth。
雖然社長看似活潑外向，外表也亮麗，但是朋友不多，午飯都是獨自在吃的。在助手加入後總算是慢慢結識了更多朋友，尤其和助手關係更深厚後，焦慮症狀也漸漸改變，能在只有助手的時候成功表演魔術。不是在為魔術而瘋狂的時候言談正常。體能上雖然身材的負擔很大但還是跑得比助手快。烹飪上似乎略懂一二，會烤麵包和餅乾。家境似乎很富裕，助手受邀到訪的時候就提到了「這區域的屋子都很大啊」。私人房間就似是魔術師的工具間一樣。愛吃咖哩飯。據助手的描述社長身上帶有一股像肥皂（或者是牛奶）般的香味。
助手（／），聲：市川蒼
本作另一位主人公，本名不詳，魔術社社員，1年生。缺乏活力，愛打電玩遊戲，棕色三叉瀏海加上一對死魚眼的面容總是顯得無精打采。雖然是被強迫入會，魔術把戲的天賦卻顯得比社長更高，曾招致社長的嫉妒。身為年青的男性，他也飽受毫無女性自覺的社長所困擾，看見社長內衣褲等等已是等閒事。雖然也有「要是她要求的話也不會拒絕」等下流的想法，但是始終能控制住自己不會乘人之危─當然，偶爾社長主動「接觸」時他也會竊竊自喜，而且他也覺得要把視線從社長的胸部或者內褲移開是非常困難的事。
斑（／），聲：高橋李依
化學社社長，2年級生。黑粗框眼鏡加上黑色長直髮的典型高材生的外貌，平日在社團活動都會穿上白色實驗室大衣，於海灘活動時則穿著學校泳衣。習慣雙馬尾及長鬢髮造型。性格認真，略帶點冷漠，頗為熟悉化學及物理理論，總是不厭其煩的解說及實驗各種化學現象。認為魔術本質是「欺騙」而討厭著魔術。未有交流前對魔術社抱持著戒心。祖母家位於海灘旁。魔術社在海灘渡假時偶然和助手相遇。
咲（／），聲：喜多村英梨
正志的姐姐。患有嚴重戀弟症狀的街頭雜耍愛好者。擁有一頭橙色波浪長髮。對魔術興趣缺缺，原本想藉加入社長和助手並搶走新社團的主導權，一番波折之下成為了魔術社社員。身材和社長一樣豐滿，但是胸部要比社長略輕，因為這個原因失去新社團的命名權。因為喜愛雜耍，對相關的事情認識不少，懂得縫製布偶，氣球雜耍的技巧也不俗。然而烹飪技巧很糟糕，製作的餅乾是呈焦黑色的炭塊。學習成績很差。
正志（／），聲：浪川大輔
咲的弟弟。黑髮，五官標緻身型卻異常肥胖的少年，但是小時候很纖瘦。和姐姐關係很好，一直形影不離，但是對姐姐的戀弟行為感到非常困擾。現時已經鍛鍊出針對姐姐變態行為的各種應對技巧。與咲相反，並不太懂得氣球雜耍。
姐姐（／），聲：茜屋日海夏
魔術學姐的姐姐，本名不詳。25歲。在妹妹的學校擔任老師，性格和妹妹一樣吵鬧和我行我素。和妹妹見面時仗著姐姐的身份性騷擾妹妹。身材雖然纖瘦，但是和妹妹完全相反。對和姐姐相處感到棘手的社長總是想回避和姐姐見面。

## 出版書籍
| 卷數 | 讲谈社        | 讲谈社                 | 青文出版社     | 青文出版社                                                    |
| 卷數 | 發售日期      | ISBN                   | 發售日期       | ISBN                                                          |
| ---- | ------------- | ---------------------- | -------------- | ------------------------------------------------------------- |
| 1    | 2016年8月5日  | ISBN 978-4-06-382835-1 | 2017年4月25日  | EAN 471-8016-02321-5（通常版） EAN 471-8016-02322-2（限定版） |
| 2    | 2016年12月6日 | ISBN 978-4-06-382888-7 | 2017年6月25日  | EAN 471-8016-02376-5                                          |
| 3    | 2017年4月6日  | ISBN 978-4-06-382955-6 | 2017年11月22日 | EAN 471-8016-02602-5（通常版） EAN 471-8016-02681-0（限定版） |
| 4    | 2017年9月6日  | ISBN 978-4-06-510144-5 | 2018年5月31日  | EAN 471-8016-02918-7（通常版） EAN 471-8016-02919-4（限定版） |
| 5    | 2018年11月6日 | ISBN 978-4-06-513559-4 | 2019年6月13日  | ISBN 978-986-356-958-9                                        |
| 6    | 2019年9月6日  | ISBN 978-4-06-516993-3 | 2020年2月13日  | ISBN 978-986-512-241-6                                        |
| 7    | 2020年7月6日  | ISBN 978-4-06-520194-7 | 2023年4月20日  | ISBN 978-626-340-070-2                                        |
| 8    | 2021年3月5日  | ISBN 978-4-06-522586-8 |                |                                                               |

## 電視動畫
於2019年7月2日開播，由LIDENFILMS負責製作。在TOKYO MX、MBS、BS日視、AT-X播出。

### 製作人員
- 原作：[21]
- 導演：臼井文明[21]
- 劇本統籌、編劇：池田臨太郎[21]
- 人物設定：伊藤依織子[21]
- 道具設定：林志保[4]
- 美術設定：[4]
- 美術監督：齋藤幸洋[4]
- 色彩設計：小野寺笑子[4]
- 撮影監督：志良堂勝規[4]
- 剪輯：吉武將人[4]
- 音響監督：鶴岡陽太[4]
- 音樂：濱剛（日语：はまたけし）[4]
- 音樂製作：avex pictures（日语：エイベックス・ピクチャーズ）
- 音樂製作人：大胡寬二、大場正幸、福田正夫、柴田滋
- 首席製作人：麻生一宏、古川慎
- 製作人：石黑達也（日语：石黒達也 (アニメプロデューサー)）、飯田郁乃、大胡寬二、宮城惣次、相島豪太、日比政廣、內海五月、佐藤優樹、馬場楊子、伊藤將生
- 動畫製作人：柴宏和、稻垣敬文
- 動畫製作：LIDENFILMS[21]
- 創作：NAS[21]
- 製作：魔術學姐製作委員會

### 主題曲
片頭曲「FANTASTIC ILLUSION」
作詞、作曲、編曲：Motokiyo，主唱：i☆Ris
片尾曲
作詞：acane_madder，作曲：淺利進吾，編曲：北川勝利，主唱：鈴木實里

### 各話列表
| 話數   | 日文標題 | 中文標題                                                     | 劇本       | 分鏡     | 演出     | 作畫監督                                       | 總作畫監督                 |
| ------ | -------- | ------------------------------------------------------------ | ---------- | -------- | -------- | ---------------------------------------------- | -------------------------- |
| 第1話  |          | 未知的學姐箱子裡的學姐傳喚的學姐白鴿與學姐                   | 池田臨太郎 | 臼井文明 | 臼井文明 | 富谷美香、林夏菜 富田郁子                      | 林志保                     |
| 第2話  |          | 彎曲的學姐非貫通的學姐轉嫁責任的學姐笨笨的魔術阿姨認真的學姐 | 池田臨太郎 | 宇和野步 | 宇和野步 | 山內玲奈、西村幸惠 國井實可子                  | 松岡謙治                   |
| 第3話  |          | 不樂意的學姐撥刀斬的學姐克服學姐和服學姐校外學姐             | 池田臨太郎 | 黑田健司 | 黑田健司 | 西真由子                                       | 林志保                     |
| 第4話  |          | 慶祝的學姐星探學姐鴿子與鴿子與學姐搞定學姐魔術社學姐         | 池田臨太郎 | 久行宏和 | 富谷美香 | 權容祥、林夏菜                                 | 松岡謙治                   |
| 第5話  |          | 參觀者與學姐洋蔥學姐化學學姐意料之外學姐招來學姐             | 池田臨太郎 | 伊部勇志 | 村山靖   | 宮田瑠美                                       | 林志保                     |
| 第6話  |          | 不知道的學姐辣妹內褲學姐測量的學姐可疑學姐                   | 池田臨太郎 | 久行宏和 | 村山靖   | 出野喜則                                       | 松岡謙治                   |
| 第7話  |          | 製作學姐募金學姐泳池學姐超越學姐                             | 池田臨太郎 | 高田美里 | 高田美里 | 田中彩、林夏菜 富田郁子                        | 松岡謙治                   |
| 第8話  |          | 中華學姐超感學姐蜜柑學姐網絡學姐配送學姐                     | 池田臨太郎 | 石井久志 | 石井輝   | 服部益美、花輪美幸 中山和子、兼子秀敬          | 林志保                     |
| 第9話  |          | 偏見學姐補考學姐冰淇淋學姐泳裝學姐                           | 池田臨太郎 | 松園公   | 村山靖   | 清水勝祐、管振宇 顧金秋、陳玉峰 俞天翔         | 西田美弥子 松岡謙治 林志保 |
| 第10話 |          | 海與學姐螃蟹學姐西瓜學姐煙花學姐                             | 池田臨太郎 | 伊部勇志 | 伊部勇志 | 出野喜則、林夏菜 富田郁子                      | 松岡謙治                   |
| 第11話 |          | 四球學姐腹語學姐尾行學姐                                     | 池田臨太郎 | 室谷靖   | 室谷靖   | 管振宇、顧金秋 陳玉峰、俞天翔                  | 林志保                     |
| 第12話 |          | 讚美學姐不會失敗的學姐不服輸的學姐安靜的學姐兔女郎學姐       | 池田臨太郎 | 久行宏和 | 臼井文明 | 出野喜則、富田郁子 林夏菜、西田美獼子 古林杏子 | 松岡謙治                   |

### 播放電視台
日本深夜動畫：下文記載的日本国内播放時間使用日本標準時間（UTC+9）表示。因為部分時間标识會採用30小时制，因此請留意这类超过24:00的时间，其實際播放時間為翌日清晨。
| 播放日期                                       | 播放時間                     | 播放電視台 | 播放地區   | 備註                    |
| ---------------------------------------------- | ---------------------------- | ---------- | ---------- | ----------------------- |
| 2019年7月2日 -                                 | 週二 23:00 - 23:15           | TOKYO MX   | 東京都     |                         |
| 2019年7月3日 -                                 | 週三 0:00 - 0:15（週三深夜） | BS日視     | 日本全國   | BS數字廣播播送          |
|                                                | 週三 3:00 - 3:15（週二深夜） | 每日放送   | 近畿廣域圈 | 「動畫特區」第2部分前半 |
| 2019年7月4日 -                                 | 週四 0:00 - 0:15（週三深夜） | AT-X       | 日本全國   | CS數字廣播播送          |
| 上述電視台皆將本作與《你遭難了嗎？》組合播送。 |                              |            |            |                         |

| 播放日期                                               | 播放時間                     | 播放網站 |
| ------------------------------------------------------ | ---------------------------- | --- |
| 2019年7月3日 -                                         | 週三 0:00（週二深夜） 更新   | GYAO! （ 日语 ： GYAO!） d動畫商城 d動畫商城 Niconico支店 d動畫商城 for Prime Video                                                                        |
| 2019年7月6日 -                                         | 週六 0:00（週五深夜） 更新   | TVer MBS影片主義 （ 日语 ： MBS動画イズム） U-NEXT 動畫放題 （ 日语 ： アニメ放題）                                                                                          |
|                                                        | 週六 2:30（週五深夜） 更新   | AbemaTV |
|                                                        | 週六 12:00 更新              | 萬代頻道 J:COM隨選  Video Pass （ 日语 ： ビデオパス） 樂天TV （ 日语 ： Rakuten TV） HikariTV （ 日语 ： ひかりTV） HAPPY!動畫 Google Play TSUTAYA TV FOD （ 日语 ： フジテレビオンデマンド） |
| 2019年7月13日 -                                        | 週六 0:00（週五深夜） 更新   | Niconico頻道 |
|                                                        | 週六 2:00 - 2:15（週五深夜） | Niconico直播 |
| Niconico頻道、Niconico直播初回播送為第1、2話連續播送。 |                              | |

## 外部連結
- 《魔術學姐》官方網頁 （页面存档备份，存于） － 週刊Young Magazine（日語）
- 動畫《魔術學姐》官方網站 （页面存档备份，存于）（日語）
- 動畫《魔術學姐》官方的X（前Twitter）（日語）